# Malu Rocha
Malu Rocha, nome artístico de Maria de Lourdes Carvalho Carneiro (Ourinhos, 26 de novembro de 1947 — São Paulo, 7 de junho de 2013), foi uma atriz brasileira.  
Iniciou seus estudos em teatro com Eugenio Kusnet, o introdutor do método stanislavskiano no teatro brasileiro. Fez sua estreia nos palcos em 1969, no Teatro Oficina, com a peça Don Juan, de Molière, dirigida por Fernando Peixoto, tendo Gianfrancesco Guarnieri no papel título. O espetáculo seguia a linha diretiva de José Celso Martinez Corrêa, com grande ressonância das vanguardas experimentais norte-americanas. No mesmo ano atuou no musical Hair, dirigido por Adhemar Guerra, fazendo parte de grande elenco. Em 1971, foi dirigida por Plínio Marcos na primeira experiência profissional do dramaturgo como diretor de teatro, fazendo o papel da Boba na peça Balbina de Iansã - atuação pela qual recebeu elogios do crítico teatral Sábado Magaldi. Em 1972, dirigida por Flávio Rangel, encenou, no Rio de Janeiro, Abelardo e Heloísa.
Em 1979, ao lado do ator Herson Capri, à época seu companheiro, fundou a companhia de teatro Viagem Produções Artísticas, com a qual montou um repertório que aliava o teatro político ao humor. Com a primeira produção, Sob o Signo da Discotèque (1979), de Plínio Marcos, circulou por São Paulo, Curitiba e Porto Alegre. Entre outras peças, encenou Um Casal Aberto ma non Troppo (1984), de Dario Fo; Ladrão Que Rouba Ladrão (1988); e Boca Molhada de Paixão Calada (1990), de Leilah Assunção, viajando por mais de cem cidades do interior do Brasil.
Nos anos 1980, ao lado de Gianfrancesco Guarnieri e Herson Capri, atuou na primeira montagem da peça Pegue e Não Pague (1982), de Dario Fo, substituindo a atriz Bete Mendes.
No cinema, apareceu fazendo papeis pequenos nos filmes Geração em Fuga (1972), dirigido por Mauricio Nabuco; O Crime do Zé Bigorna (1977), dirigido por Anselmo Duarte; Mágoa de Boiadeiro (1977); Bandido, Fúria do Sexo (1979); e Como Salvar Meu Casamento (1984).
Na TV, Malu Rocha fez diversas novelas, entre as quais Um Sol Maior (1977), O Pátio das Donzelas (1982), O Homem Proibido (1982) e Eu Prometo (1983). Na Rede Globo, fez a novela Pecado Capital (1975) e participações em Paraíso Tropical (2007) e Sete Pecados (2008).
Em 2002 atuou no espetáculo A Mancha Roxa, de Plínio Marcos, com direção de Roberto Lage, quando contracenou pela primeira vez com sua filha, Isadora Ferrite.
Em 2010, Malu Rocha encenou sua última peça, O Interrogatório, dirigida por Eduardo Wotzik, com texto de Peter Weiss. O espetáculo narra o Julgamento de Frankfurt, o qual condenou nazistas pelos crimes de Auschwitz, e foi definido como "vigília cênica" pelo grupo carioca Centro de Investigação Teatral, tendo sido apresentado em formatos de 24, 12 e 6 horas de duração.
Malu faleceu em 7 de junho de 2013, aos 65 anos, por complicações em decorrência do mal de Príon - doença que atinge o cérebro. Seu velório foi realizado no Teatro Oficina. 
Segundo depoimentos de familiares, o sobrenome artístico, Rocha, foi escolhido por Malu por identificação e em homenagem ao cineasta Glauber Rocha.
Malu Rocha deixou 2 filhos: a atriz Isadora Ferrite, filha do casamento com o ator Zanoni Ferrite, e o cineasta Pedro Freire, filho do casamento com o ator Herson Capri. Em 2024, Malu, filme baseado nos últimos anos de vida da atriz e dirigido por seu filho Pedro, estreou internacionalmente no Festival de Cinema de Sundance (EUA) e ganhou 4 prêmios no Festival internacional do Rio de Janeiro, entre eles o de melhor atriz para Yara de Novaes e o de Melhor Filme.

## Carreira

### Cinema
| Ano  | Título                    | Papel   | Notas |
| ---- | ------------------------- | ------- | ----- |
| 1972 | Geração em Fuga           | —       |       |
| 1977 | O Crime do Zé Bigorna     | —       |       |
| 1977 | Mágoa de Boiadeiro        | Rosália |       |
| 1979 | Bandido, Fúria do Sexo    | —       |       |
| 1984 | Como Salvar Meu Casamento | —       |       |

### Televisão
| Ano  | Título                       | Papel           | Notas |
| ---- | ---------------------------- | --------------- | ----- |
| 1975 | Pecado Capital               | Cibele Lisboa   |       |
| 1977 | Um Sol Maior                 | Efigênia (Fifi) |       |
| 1982 | O Pátio das Donzelas         | Eucléia         |       |
| 1982 | O Homem Proibido             | —               |       |
| 1983 | Eu Prometo                   | Sônia           |       |
| 1998 | Chiquititas                  | Marina          |       |
| 2001 | Amor e Ódio                  | Ema Cortês      |       |
| 2007 | Paraíso Tropical             | Cely            |       |
| 2007 | Sete Pecados                 | —               |       |
| 2008 | Beleza Pura                  | Aracy           |       |
| 2009 | Maysa: Quando Fala o Coração | Dona Rosa       |       |